# Stazione di Kohama
La stazione di Kohama (粉浜駅?, Kohama-eki) è una stazione ferroviaria delle Ferrovie Nankai situata nel quartiere di Sumiyoshi-ku, a sud della città di Osaka. La stazione è servita dalle linee Kōya e principale delle ferrovie Nankai.

## Linee e servizi

### Treni
Ferrovie Nankai
● Linea principale Nankai

## Struttura
La stazione si trova nel punto di diramazione fra le linee Kōya e principale Nankai, e l'ingresso della linea Shiomibashi, e presenta tre banchine laterali serventi tre binari, più un marciapiede a isola servente due binari, per un totale di cinque.
| 1 | ● Linea principale Nankai | per Sakai, Kishiwada, Izumisano, Kansai Aeroporto e Wakayamashi |
| 2 | ● Linea principale Nankai | per Tengachaya e Namba                                          |

## Stazioni adiacenti
| «                             | Servizio                | »                       |
| Linea Nankai principale       | Linea Nankai principale | Linea Nankai principale |
| ----------------------------- | ----------------------- | ----------------------- |
| Kishinosato-Tamade            | Locale                  | Sumiyoshitaisha         |
| Tutti gli altri treni passano |                         |                         |